# 克罗滕多夫
克罗滕多夫（德語：Crottendorf）是德国萨克森州的市镇，隶属于厄尔士山县。总面积为36.42平方千米，截至2023年12月31日总人口为3,932人。